# Gabriel V
 (juin 2019).
Si vous disposez d'ouvrages ou d'articles de référence ou si vous connaissez des sites web de qualité traitant du thème abordé ici, merci de compléter l'article en donnant les références utiles à sa vérifiabilité et en les liant à la section « Notes et références ».
Gabriel V (en serbe : Gavrilo V ; en serbe cyrillique : Гаврило V), né Đorđe Dožić le 17 mai 1881 à Vruci (Monténégro) et mort le 7 mai 1950 à Belgrade (Yougoslavie), est métropolite du Monténégro de 1920 à 1938 puis 41e patriarche de l'Église orthodoxe serbe de 1938 à 1950.

## Biographie
Incarcéré au monastère de Žiča par les Allemands en 1941, il est envoyé à Dachau en 1944 avant d'être transféré en Slovénie et en Autriche quelques mois plus tard. Libéré par les Américains, il séjourne à Londres, avant de revenir en Yougoslavie, où il est arrêté par les autorités communistes. Il est inhumé à la cathédrale Saint-Michel de Belgrade.